# Ледовская, Лариса Алексеевна
Лариса Алексеевна Ледовская (1893, Каинск — после 1964, Новосибирск) — старейший библиотекарь Новосибирска.

## Биография
Родилась в Каинске Томской губернии.
В 1909 году окончила 6 классов Новониколаевской гимназии.
В 1909—1920 годах работала в библиотеке имени Чехова, где с 1918 по 1919 год проводила нелегальные антиколчаковские собрания рабочих и народные чтения, здесь же в тот период хранилась революционная литература.
С марта 1921 года трудилась в Новониколаевской Центральной советской библиотеки имени Карла Маркса.
Работала в библиотеках до выхода на пенсию.
Умерла после 1964 года.

## Произведения
Автор мемуаров о библиотеки имени Чехова.

## Семья
- Софья Алексеевна, сестра, до революции входила в социал-демократические кружки, была известна в подпольной большевистской среде как печатница.